# Tibati Nkambule
Tibati Madvolomafisha Nkambule (gest. 1895) war  Königinmutter und damit Regentin (Indlovukati) von Swasiland von 1889 bis 1894 nach dem Tod von König Mbandzeni (Dlamini IV.).
Tibati galt als „stark, traditionalistisch und hoch respektiert unter den Menschen ihres Ranges“ („strong, traditionalist and well respected among her peers“). Sie führte das Land durch die turbulente Zeit, bevor das Königreich 1894 unter die Verwaltung der Südafrikanische Republik gestellt wurde.
| Vorgänger                            | Amt                                | Nachfolger                   |
| ------------------------------------ | ---------------------------------- | ---------------------------- |
| Sisile Khumalo Dlamini IV. Mbandzeni | Ndlovukati von Swasiland 1889–1894 | Labotsibeni Mdluli Ngwane V. |